# Blessed Are...
Blessed Are... es el decimotercer álbum de estudio de la cantante estadounidense Joan Baez, publicado por la compañía discográfica Vanguard Records en julio de 1971. El álbum, el último que publicó con Vanguard, incluyó versiones de The Band, Kris Kristofferson, The Beatles, Jesse Winchester y The Rolling Stones, así como composiciones propias. Al igual que sus predecesores, fue grabado en Nashville.
Su versión original en disco de vinilo fue publicada como doble álbum, que también incluyó un 7" extra con la canción "Maria Dolores" y una versión del tema de Woody Guthrie "Deportee", dedicada a los granjeros. A comienzos de 1972, después de once años grabando con Vanguard, firmó un nuevo contrato discográfico con A&M Records.
En 2005, Vanguard reeditó Blessed Are... en un único CD, que incluyó también las canciones "Maria Dolores" y "Deportee" así como un tema inédito, "Warm and Tender Love".

## Lista de canciones
1. "Blessed Are..." – 3:03
2. "The Night They Drove Old Dixie Down" (Robbie Robertson) – 3:22
3. "Salt of the Earth" (Mick Jagger, Keith Richards) – 3:22
4. "Three Horses" – 7:03
5. "The Brand New Tennessee Waltz" (Jesse Winchester) – 3:07
6. "Last, Lonely And Wretched" – 3:42
7. "Lincoln Freed Me Today (The Slave)" (D. Patton) – 3:21
8. "Outside The Nashville City Limits" – 3:20
9. "San Francisco Mabel Joy" (Mickey Newbury) – 4:23
10. "When Time Is Stolen" – 2:58
11. "Heaven Help Us All" (Roger Miller) – 3:32
12. "Angeline" (Mickey Newbury) – 3:37
13. "Help Me Make It Through the Night" (Kris Kristofferson) – 2:58
14. "Let It Be" (John Lennon, Paul McCartney) – 3:48
15. "Put Your Hand In The Hand" (Gene MacLellan) – 3:20
16. "Gabriel And Me" – 3:27
17. "Milanese Waltz/Marie Flore" – 5:55
18. "The Hitchhikers' Song" – 4:19
19. "The 33rd Of August" (Mickey Newbury) – 3:42
20. "Fifteen Months" – 4:30
21. "Maria Dolores" (F. Garcia, J. Morillo) – 3:25
22. "Deportee (Plane Wreck At Los Gatos)" (Woody Guthrie, Martin Hoffman) – 5:15

## Personal
- Joan Baez: voz y guitarra
- Norman Blake: guitarra y dobro
- David Briggs: teclados
- Kenneth Buttrey: batería
- The Holladay: coros
- Ed Logan: saxofón tenor
- Charlie McCoy: armónica
- Norbert Putnam: bajo
- Buddy Spicher: violín
- Pete Wade: guitarra

## Posición en listas
| País           | Lista         | Posición |
| -------------- | ------------- | -------- |
| Estados Unidos | Billboard 200 | 11       |